# Luidia neozelanica
Luidia neozelanica is een kamster uit de familie Luidiidae.
De wetenschappelijke naam van de soort werd in 1925 gepubliceerd door Theodor Mortensen.